# Hán Cao Tổ
Hán Cao Tổ (chữ Hán: 漢高祖; 256 TCN – 1 tháng 6 năm 195 TCN), húy Lưu Bang (劉邦), biểu tự Quý (季), là vị hoàng đế khai quốc của triều đại nhà Hán trong lịch sử Trung Quốc. Ông ở ngôi Hoàng đế gần 7 năm (từ 28 tháng 2 năm 202 TCN đến 1 tháng 6 năm 195 TCN), nếu tính cả thời gian đầu (từ năm 206 TCN lúc ông mới xưng Vương) thì thời gian ở ngôi tổng cộng là gần 12 năm.
Lưu Bang là một trong vài người sáng lập triều đại trong lịch sử Trung Quốc có xuất thân từ giai cấp nông dân chứ không phải là quý tộc, một ví dụ nổi bật khác là Chu Nguyên Chương, người sáng lập triều đại nhà Minh (1368 - 1644). Trong giai đoạn đầu, Lưu Bang đã được biết đến với danh hiệu Bái công (沛公), với chữ "Bái" là đề cập đến quê hương của ông. Sau đó Lưu Bang được Tây Sở Bá vương Hạng Vũ phong là Hán vương (漢王) trong thời gian Hạng Vũ đứng đầu các chư hầu và tiến hành chia đế chế Tần thành Mười tám nước. Ông được biết đến bởi danh hiệu này trước khi trở thành Hoàng đế của Trung Quốc. Dù là thần dân cũ của nước Sở (giống như Hạng Vũ và Hàn Tín) ở giai đoạn cuối thời Xuân Thu-Chiến Quốc trước khi bị nước Tần (thời Tần Thủy Hoàng) thôn tính nhưng sau khi lên ngôi, Lưu Bang vẫn dùng quốc hiệu "Hán" cũ để tự xưng triều đại của mình, tạo ra một tiền lệ cho tất cả các triều đại về sau ở Trung Quốc đều dùng đất phát tích (hoặc đất được phong) để gọi tên triều đại.
Sau khi ông qua đời, miếu hiệu là Thái tổ (太祖), thụy hiệu là Cao Hoàng đế (高皇帝). Miếu hiệu Thái Tổ là miếu hiệu chính thức của ông, tuy nhiên trong sử thư của các triều đại đời sau đều gọi ông là Hán Cao tổ (漢高祖) hoặc Hán Cao đế (漢高帝), mà hiếm khi lại gọi là Hán Thái tổ (漢太祖).

## Tuổi trẻ
Lưu Bang (còn được gọi là Lưu Quý, Hán vương, Bái công, Hán Cao tổ) được sinh ra trong một gia đình nông dân ở ấp Phong của huyện Bái (nay là huyện Phong thuộc tỉnh Giang Tô). Tên cha  của ông không được ghi lại trong lịch sử và chỉ được gọi là Lưu Thái công và Lưu Ảo (刘媪 ). Người ta nói rằng mẹ ông do mang thai với rồng mà sinh ra Lưu Bang. Đế Nghiêu, người có nguồn gốc từ Hoàng Đế được tuyên bố là tổ tiên của Lưu Bang, thế nhưng đây là một điểm gây tranh cãi vì hầu hết các gia đình quý tộc của Trung Quốc đều tuyên bố là có nguồn gốc từ Hoàng Đế.
Theo Sử ký Tư Mã Thiên, Lưu Bang có mũi cao, râu dài giống rồng và có 72 nốt ruồi trên chân trái. Ông không lo nghĩ đến sản nghiệp, không câu nệ chuyện nhỏ nhặt. Tính tình tuy khá buông thả (Sử ký mô tả là "thích rượu và gái"), song lại thẳng thắn, lôi cuốn, lại biết nhẫn nhục và khoan dung.
Lưu Bang từng phải đi phu ở Hàm Dương và trông thấy xa giá và nghi trượng của vua Tần Thủy Hoàng. Khi đó Lưu Bang cảm khái đã nói một câu:"Ôi! Đại trượng phu phải sống như thế chứ!". Sau đó, Lưu Bang làm Đình trưởng ở Tứ Thượng, dần dần ông quen biết và thân thiện với những người như Hạ Hầu Anh, Tiêu Hà, Tào Tham. Trong khi uống rượu với bạn bè của mình trong các quán rượu địa phương, họ thường nhận thấy hình bóng của một con rồng trên người Lưu Bang bất cứ khi nào ông say rượu. Các chủ quán rượu cảm thấy Lưu Bang là một người phi thường và thường cho ông uống rượu miễn phí. Trong một buổi tiệc chiêu đãi lớn như vậy, cha của Lã Trĩ là Lã Công cho là Lưu Bang sẽ làm nên nghiệp lớn, nên đã đem Lã thị thành hôn với Lưu Bang, sinh được một con gái (Lỗ Nguyên Công chúa) và một con trai tên là Lưu Doanh.

## Khởi nghĩa chống Tần

### Chém rắn dấy binh
Lưu Bang được huyện lệnh huyện Bái giao trọng trách đưa một số người bị kết án và dân phu đi tới núi Ly Sơn để xây dựng lăng mộ của Tần Thủy Hoàng. Mới đi đến huyện Phong cách huyện Bái không xa thì bọn dân phu trốn quá nửa. Đêm đến tại Phong Tây dịch trạm, Lưu Bang bèn phải thả hết cho trốn, bản thân cũng bỏ trốn với hơn mười tráng sĩ nguyện đi theo giúp sức. Sự kiện được gọi là Phong Tây dịch tung đồ. Trong truyền thuyết, họ gặp phải một con mãng xà lớn màu trắng, Lưu Bang dùng kiếm giết con mãng xà. Đột nhiên xuất hiện một bà già khóc lóc trên đường. Khi người của Lưu Bang hỏi tại sao lại khóc, bà trả lời: "Con tôi là con trai của Bạch đế, hóa thành mãng xà trắng lại bị giết chết bởi con trai của Xích đế rồi" và biến mất một cách bí ẩn. Nghe được câu chuyện lạ lùng này, người của Lưu Bang tin rằng ông có chân mệnh đế vương. Sự kiện này do đó được gọi là Trảm xà khởi nghĩa (斬白蛇起義).

### Thu phục huyện Bái
Lưu Bang và những người theo ông lẩn trốn trên núi Mang gần đất Bái và sống ngoài vòng pháp luật. Ông tuy vậy vẫn duy trì việc bí mật liên lạc với bạn bè cũ của mình ở quê nhà, chẳng hạn như Tiêu Hà và Tào Tham. Tháng 7 năm 209 TCN, Trần Thắng và Ngô Quảng khởi nghĩa, khắp Sơn Đông, Hà Bắc các nơi đều hưởng ứng. Quan lại địa phương của nhà Tần không chế ngự được.
Quan huyện Bái thấy khắp nơi khởi nghĩa nên cũng muốn khởi quân tham gia, bèn theo lời khuyên của Tiêu Hà, Tào Tham, cho Phàn Khoái (một họ hàng của Lưu Bang) mời Lưu Bang về để tăng thanh thế. Lưu Bang cùng người của mình đến nơi, quan huyện lại đổi ý, đóng cửa thành, lại muốn giết cả Tiêu, Tào vì sợ những người này làm nội ứng. Tiêu, Tào trốn theo Lưu Bang, bàn kế cho Lưu Bang bắn thư vào thành thuyết phục các bậc trưởng lão để họ cho con em đuổi quan huyện để đón mình. Kế thành công, Lưu Bang được tôn làm Bái Công (沛公) lãnh đạo người dân huyện Bái tham gia khởi nghĩa.
Tiêu Hà, Tào Tham cùng Phàn Khoái sau đó đều tập hợp hai ba nghìn con em đất Bái theo Lưu Bang. Ông đánh quận Hồ Lăng và quận Phương Dư rồi về giữ đất Phong.

### Tìm nơi nương tựa
Năm 208 TCN, Giám quận Tứ Xuyên của nhà Tần tên là Bình đem quân vây đất Phong. Lưu Bang xông ra đánh, thắng trận. Lưu Bang sai Ung Xỉ giữ đất Phong, còn mình đem binh đến đất Tiết, đánh thái thú ở Tứ Xuyên của nhà Tần tên là Tráng. Tráng bị đánh bại bỏ chạy đến huyện Thích, bị Tả tư mã của Lưu Bang bắt được và giết chết.
Lưu Bang quay về đóng quân ở Cang Phụ và đi đến quận Phương Dư. Cùng lúc đó tướng nước Ngụy là Chu Thị cũng đến đánh Phương Dư, nhưng chưa đánh trận nào. Chu Thị bèn sai người dụ Ung Xỉ đang giữ đất Phong. Ung Xỉ thuận hàng theo Ngụy.
Lưu Bang bị mất đất Phong rất tức giận nhưng sức không đủ chiếm lại. Lúc đó ông nghe tin nói Ninh Quân và Tần Gia đã lập Cảnh Câu làm Sở Giả vương ở thành Lưu để thay thế Trần Thắng bị hại, bèn đến theo họ, ý muốn xin quân để đánh đất Phong. Ninh Quân cùng Lưu Bang đem quân về phía tây đánh huyện Tiêu nhưng bất lợi, hai người đem quân trở về, tập hợp quân ở đất Lưu rồi đem binh đánh chiếm được đất Đường, thu binh được hơn 5000 người. Sau đó, ông đánh lấy được Hạ Ấp rồi cùng Ninh Quân đem quân về đóng gần đất Phong.
Ít lâu sau, Hạng Lương khởi binh ở đất Ngô, vượt sông Trường Giang, đánh diệt Tần Gia. Lưu Bang nghe tin Hạng Lương đóng quân ở thành Tiết, nên đem một trăm quân kỵ yết kiến. Hạng Lương cho Lưu Bang 5000 quân, 10 ngũ đại phu làm tướng.
Hạng Lương lập Mễ Tâm làm Sở Hoài vương để có danh nghĩa chống Tần rồi chia quân làm 2 cánh: tự mình đi đánh Chương Hàm, đồng thời sai Hạng Vũ đi cùng Lưu Bang đánh Thành Dương. Lưu Bang và Hạng Vũ làm cỏ dân Thành Dương rồi đóng quân ở phía đông Bộc Dương, đánh bại quân Tần một trận nữa.
Quân Tần lại tập hợp lại, ở thành giữ Bộc Dương, dựa vào sông ngòi vây bọc để cố thủ. Lưu Bang và Hạng Vũ không hạ được bèn bỏ đi, đánh Định Đào nhưng không hạ được thành, lại đem quân về phía tây cướp đất. Hai tướng đi đến chân thành Ung Khâu, đánh nhau với quân Tần, chém được Thái thú quận Tam Xuyên của nhà Tần là Lý Do (con Tả thừa tướng Lý Tư) rồi quay về đánh Ngoại Hoàng nhưng không lấy được, lại đi đánh Trần Lưu.

### Nhận lời giao ước
Hạng Lương coi thường quân Tần, bị Chương Hàm đánh bại và giết chết ở Định Đào. Lưu Bang và Hạng Vũ đang đánh thành Trần Lưu, nghe tin Hạng Lương chết, bèn đem binh phối hợp với quân của Lã Thần (tướng cũ của Trần Thắng) tạm thời rút lui để bảo toàn lực lượng: Lã Thần đóng quân ở phía đông Bành Thành; Hạng Vũ đóng quân ở phía tây Bành Thành; Lưu Bang đóng quân ở Đường.
Năm 207 TCN, Sở Hoài vương thấy Hạng Lương bị giết, bèn dời khỏi Vu Thai đóng đô ở Bành Thành, đích thân cầm quân của Lã Thần và Hạng Vũ, phong Lưu Bang làm quận trưởng quận Đường, tước Vũ An Hầu (武安侯).
Bàn việc đánh Tần, Sở Hoài vương giao ước với chư hầu: "Ai vào Quan Trung trước làm vương") tức Quan Trung vương, nghe lời các lão tướng. Hoài vương giao cho Lưu Bang mang quân thẳng đường phía tây đánh vào kinh đô nước Tần vì ông được cho là người trung hậu, còn Hạng Vũ thì tàn bạo hay giết chóc nên Hoài vương sai đi lên phía bắc cứu nước Triệu đang bị Chương Hàm vây đánh.

### Tây tiến vào Hàm Dương
Lưu Bang đem quân đi về hướng tây gặp Bành Việt ở Xương Ấp, cùng nhau tấn công thành này nhưng không hạ được. Ông bèn chia tay Bành Việt quay về đến đất Lật, gặp Cương Vũ Hầu, cướp quân của Cương Vũ Hầu được hơn 4000 người gộp vào quân mình, rồi cùng tướng nước Ngụy là Hoàng Hân, và Thân Đồ Vũ Bồ hợp lực đánh Xương Ấp nhưng chưa lấy được.
Lưu Bang bèn đem quân đi về hướng tây đến đất Cao Dương thì Nho sĩ Lịch Tự Cơ đến yết kiến. Tự Cơ khuyên Lưu Bang đánh úp thành Trần Lưu, nhờ vậy lấy được thóc lúa của nhà Tần để lại. Lưu Bang cho Lịch Tự Cơ làm Quảng Dã Quân, cho em Tự Cơ là Lịch Thương làm tướng, chỉ huy quân ở Trần Lưu và cùng họ đánh Khai Phong nhưng chưa lấy được Khai Phong.
Lưu Bang lại mang quân sang phía tây đánh nhau với tướng Tần là Dương Hùng ở Bạch Mã, lại đánh ở phía đông Khúc Ngộ, phá tàn quân của Dương Hùng, Dương Hùng bỏ chạy đến Huỳnh Dương. Tần Nhị Thế sai sứ giả chém Dương Hùng để răn mọi người. Lưu Bang mang quân về phía nam đánh Dĩnh Dương, làm cỏ dân Dĩnh Dương.
Nghe theo kế của Trương Lương, ông tiến quân chiếm đất Hàn và đất Hoàn Viên. Cùng lúc đó tướng nước Triệu là Tư Mã Ngang đang muốn vượt sông Hoàng Hà để vào Quan Trung trước các chư hầu. Lưu Bang liền đánh Bình Âm ở phía Bắc, cắt đứt bên sông phía nam sông Hoàng Hà, chặn đường Tư Mã Ngang.
Sau đó ông quay sang đánh một trận ở phía đông Lạc Dương nhưng không thắng bèn rút lui về đến Dương Thành, tập hợp quân kỵ và ngựa ở trong quân, đánh nhau với thái thú Nam Dương là Nghị ở phía đông, đốt phá đánh bại quân của Nghị, cướp quận Nam Dương. Nghị bỏ chạy về giữ lấy Uyển Thành. Lưu Bang nóng lòng muốn bỏ qua đất này và đi về hướng tây vào Hàm Dương, nhưng Trương Lương cảnh báo ông sẽ bị Nghị đánh úp sau lưng. Vì vậy Lưu Bang dừng lại đánh Uyển Thành. Ông nhân lúc đêm tối đem quân đi một con đường khác, thay đổi tất cả cờ xí, lúc tảng sáng vây Uyển Thành ba vòng.
Thái thú Nam Dương là Nghị sợ hãi muốn đâm cổ chết, nhưng nghe lời môn hạ là Trần Khôi khuyên, bèn đầu hàng. Lưu Bang phong cho Nghị làm Ân Hầu, phong cho Trần Khôi 1000 hộ.
Lưu Bang đem quân về đến sông Đan Thủy, Cao Vũ Hầu là Ngư, Tương Hầu là Vương Lăng đầu hàng nộp đất Tây Lăng. Lưu Bang quay lại đánh Hồ Dương, gặp biệt tướng của Bà quân Ngô Nhuế là Mai Quyên, bèn cùng Mai Quyên chiêu hàng đất Tích và đất Lịch.
Lưu Bang sai người nước Ngụy là Ninh Xương đi sứ đến Tần. Sứ giả chưa đến thì tướng Tần là Chương Hàm đã đem quân đầu hàng Hạng Vũ ở đất Triệu; các chư hầu đều theo Hạng Vũ.
Giữa năm 207 TCN, hoạn quan Triệu Cao giết Tần Nhị Thế và cho người đến gặp Lưu Bang, muốn giao ước chia đất Quan Trung và làm vương. Lưu Bang cho rằng Triệu Cao muốn đánh lừa, bèn dùng kế của Trương Lương, sai Lịch Tự Cơ và Lục Giả đến thuyết phục tướng của Tần, lấy lợi nhử y và nhân đó đánh và phá được Vũ Quan. Lưu Bang lại đánh nhau với quân Tần ở phía nam Lam Điền, càng treo thêm cờ xí để làm nghi binh, đi đến đâu thì cấm không được cướp bóc bắt bớ. Người Tần do đó mừng rỡ, quân đội Tần tan rã, Lưu Bang nhân đó thắng được quân Tần. Ông tiến quân lên phía bắc thắng quân Tần một trận nữa.
Tháng 10 năm 207 TCN, quân của Lưu Bang đến Bá Thượng trước quân chư hầu. Vua Tần là Tử Anh đi xe mộc do ngựa trắng kéo, ở cổ quấn sợi dây ấn, niêm phong ấn hoàng đế, phù và cờ tiết đầu hàng ở gần Chỉ Đạo. Lưu Bang cho Tử Anh đầu hàng. Các tướng có người bàn nên giết vua Tần, nhưng Lưu Bang không nghe theo, ông nói:
| “ | Trước kia Hoài Vương sai ta đi chính vì ta biết khoan dung rộng lượng. Vả chăng, người ta đã đầu hàng rồi nay lại giết đi là điềm không tốt. | ” |

### Lui bước trước Hạng Vũ
Lưu Bang đi về phía tây vào Hàm Dương muốn dừng lại ở trong cung thất nhà Tần nghỉ ngơi. Phàn Khoái và Trương Lương can không nên, Lưu Bang mới niêm phong kho tàng, của quý báu của Tần rồi trở về đóng quân ở Bá Thượng, triệu tập các vị phụ lão và những thân hào ở các huyện đến và tuyên bố:
| “ | Các vị phụ lão mấy lâu nay đã từng khổ sở vì pháp luật khe khắt của Tần, ai phỉ báng thì bị giết cả họ, ai hại người nói chuyện về Kinh Thi, Kinh Thư thì bị chém giữa chợ. Ta cùng chư hầu giao ước: "Ai vào Quan Trung trước thì người ấy được làm vua". Vậy ta phải làm vua ở Quan Trung; Ta cam kết với các phụ lão rút gọn pháp luật vào ba điều mà thôi: Ai giết người thì phải chết, làm người bị thương và ăn trộm thì theo tội mà xử. Còn bỏ tất cả luật pháp của Tần. Quan lại và nhân dân vẫn bình an như xưa. Ta đến đây chẳng qua là vì các vị phụ lão trừ hại chứ không phải cốt xâm phạm, làm việc hung bạo. Không có gì phải sợ. Vả lại ta sở dĩ quay về đóng quân ở Bá Thượng là đế đợi quân của chư hầu đến để định điều giao ước mà thôi. | ” |

Lưu Bang sai người cùng quan lại nhà Tần đi các huyện, các làng, các ấp tuyên truyền lệnh đó. Người Tần rất mừng, tranh nhau mang bò, dê, rượu, thức ăn đến để khao quân sĩ, nhưng Lưu Bang đều từ chối không nhận.
Có người hiến kế Lưu Bang nên giữ lấy đất Tần hiểm trở giàu có để chống lại chư hầu, án ngữ cửa Hàm Cốc không cho quân chư hầu vào, và trưng thêm quân ở Quan Trung cho thêm đông để chống lại. Lưu Bang cho là phải và theo kế đó.
Giữa tháng 11 năm 207 TCN, Hạng Vũ thống lĩnh quân chư hầu tiến vào nước Tần, tới cửa ải Hàm Cốc, nhưng ải đã bị phong tỏa. Hạng Vũ lại nghe nói Lưu Bang đã bình định được Quan Trung, rất tức giận, sai Anh Bố tấn công phá cửa Hàm Cốc.
Giữa tháng 12 năm 207 TCN, Hạng Vũ đến đất Hỉ, tả tư mã của Lưu Bang là Tào Vô Thương muốn theo Hạng Vũ tiến thân bèn nói với Hạng Vũ rằng Lưu Bang có ý định chiếm cả Quan Trung. Mưu sĩ Phạm Tăng cũng khuyên Hạng Vũ đánh Lưu Bang. Hạng Vũ ra lệnh cho quân sĩ ăn no, định sáng mai thì đánh. Lúc bấy giờ quân Hạng Vũ có 40 vạn người, còn Lưu Bang chỉ có 10 vạn.
Chú Hạng Vũ là Hạng Bá muốn cứu bạn là Trương Lương đang phục vụ cho Lưu Bang nên đang đêm đến gặp Trương Lương, khiến ý định của Hạng Vũ bị lộ. Trương Lương dắt luôn Hạng Bá vào gặp Lưu Bang. Ông bèn kết thân với Hạng Bá, hẹn nhau làm thông gia và nhờ nói giúp với Hạng Vũ rằng mình không có ý định chống lại. Hạng Bá trở về khuyên Hạng Vũ, vì vậy Hạng Vũ thôi không khai chiến với Lưu Bang.
Hôm sau, Lưu Bang đến Hồng Môn yết kiến và xin lỗi Hạng Vũ. Hạng Vũ cho ông biết là do Tào Vô Thương đề nghị nên Hạng Vũ mới chuẩn bị giao chiến. Họ Hạng còn giữ Lưu Bang ở lại uống rượu. Quân sư của Hạng Vũ là Phạm Tăng nhìn Hạng Vũ, ba lần đưa cái vòng ngọc quyết ra hiệu, ý muốn Vũ giết Lưu Bang. Nhưng Hạng Vũ không manh động. Phạm Tăng ra ngoài gọi Hạng Trang đến, dặn Trang vào chúc thọ rồi xin mua kiếm, để tiện tay đâm chết Lưu Bang ở chỗ ngồi. Hạng Trang nghe theo, vào tiệc chúc thọ rồi đứng dậy múa kiếm. Hạng Bá cũng đứng lên, vừa múa kiếm vừa lấy thân che cho Lưu Bang. Hạng Trang không đâm được. Trương Lương thấy nguy cấp bèn ra ngoài tìm Phàn Khoái, kể rằng Hạng Trang đang chực giết Bái công. Phàn Khoái mang kiếm, cắp khiên vào tiệc, quở trách Hạng Vũ:
"Bái công khó nhọc mà công to như vậy, nhưng vẫn chưa được phong thưởng gì! Nay đại vương nghe lời bọn tiểu nhân, muốn giết kẻ có công, tức là noi theo đường lối nhà Tần đã mất!"
Nhờ có Phàn Khoái và Trương Lương nên Lưu Bang thoát nạn về. Về tới Bá Thượng, Lưu Bang bèn giết Tào Vô Thương.

## Hán-Sở tương tranh

### Bình định Tam Tần
Trở thành người đứng đầu chư hầu, Hạng Vũ phân chia lại các vùng đất không chỉ của Tần mà của cả các nước chư hầu khác có tham gia vào cuộc khởi nghĩa thành 19 nước. Hạng Vũ không thực hiện lời hứa của Sở Hoài Vương và nhanh chóng ám sát Hoài Vương. Thay vào đó Hạng Vũ chia Quan Trung 4 phần, với lý do Hán Trung cũng thuộc Quan Trung nên phong Lưu Bang làm Hán Vương (汉王/漢王) cai trị vùng thuộc Tứ Xuyên, Trùng Khánh và phía nam Thiểm Tây hiện nay. Phần lớn đất Tần cũ, Hạng Vũ chia cho 3 tướng Tần theo hàng mình là Chương Hàm (Ung vương), Đổng Ế (Địch vương) và Tư Mã Hân (Tắc Vương), gọi là Tam Tần để đề phòng Lưu Bang tiến về đông.
Tháng 4 năm 206 TCN, Lưu Bang trở về đất phong, được cấp 3 vạn quân. Theo lời khuyên của Trương Lương, ông đi qua đường sạn đạo xong liền đốt và cắt đứt đường sạn đạo để đề phòng quân chư hầu đánh úp, đồng thời để chứng tỏ cho Hạng Vũ thấy rằng mình không có ý đi về hướng đông.
Tướng sĩ dưới quyền ông nhiều người không muốn vào đất Thục hiểm trở mà muốn trở về quê ở phương đông. Khi đến Nam Trịnh, các tướng sĩ nhiều người trốn về. Theo sự tiến cử của Tiêu Hà và Hạ Hầu Anh, Lưu Bang bèn phong Hàn Tín – người vừa bỏ trốn từ nước Sở sang – làm đại tướng, giao cho việc đánh Sở.
Lúc đó Trương Lương lấy hịch chống Sở của Tề vương Điền Vinh đưa cho Hạng Vũ để lôi kéo Hạng Vũ chú ý tới nước Tề, khiến Sở Bá vương khởi đại quân đi đánh Tề mà không chú ý tới Lưu Bang.
Tháng 8 năm 206 TCN, Hán vương dùng mưu kế của Hàn Tín đi qua huyện Cố Đạo đánh úp Ung vương Chương Hàm. Chương Hàm bị quân Hán đánh bại ở Trần Thương, thua chạy đến đất Hạo Trĩ dừng lại đánh. Hàn Tín đánh bại Chương Hàm lần thứ 2, Hàm phải bỏ chạy về Phế Khâu cố thủ.
Lưu Bang đuổi theo, chiếm đất đai của Ung vương, một mặt điều quân vây Phế Khâu, mặt khác đi về đông đánh Hàm Dương và bình định Lũng Tây, Bắc Địa, Thượng Quân. Ông các tướng Tiết Âu, Vương Hấp ra khỏi ải Vũ Quan cùng Vương Lãng đi đón cha là Thái Công và vợ là Lã Trĩ đang ở đất Bái. Quân Sở nghe tin ấy cho quân chặn ở Dương Hạ nhưng cuối cùng quân Hán vẫn đến trước.
Năm 205 TCN, Hán vương đem quân đánh Tắc Vương Hân và Địch vương Ế và Hà Nam vương Thân Dương. Ba vua chư hầu không chống nổi phải đầu hàng.

### Tiến vào Bành Thành
Hàn vương Trịnh Xương (được Hạng Vũ cử thay Hàn vương Thành) chống lại quân Hán không chịu hàng, bị Đại tướng Hàn Tín đánh bại. Sau khi đánh chiếm nước Hàn, Lưu Bang lập viên tướng và là dòng dõi nước Hàn cũ, cũng tên là Hàn Tín làm Hàn vương.
Tháng ba năm đó, Hán vương từ Lâm Tấn vượt qua sông đánh Ngụy. Tây Ngụy vương Báo đầu hàng, đem binh theo Hán vương lấy Hà Nội. Ân vương Tư Mã Ngang bị bắt. Hán vương bèn vượt qua sông Hoàng Hà ở bến Bình Âm, rồi đem quân đến Lạc Dương. Đến Tân Thành, ông được nhân dân báo cho biết Sở Nghĩa Đế đã bị Hạng Vũ sát hại. Hán vương bèn để tang Nghĩa đế và tuyên bố vì Nghĩa Đế mà đánh Sở bá vương Hạng Vũ. Hán vương tập hợp tất cả quân ở Quan Trung, binh sĩ Hà Nam, Hà Đông, Hà Nội được 56 vạn người, đi xuống phía nam đánh Sở.
Lúc bấy giờ Hạng vương đang đem quân về hướng bắc đánh Tề, chưa bình định được. Nhân cơ hội ấy Hán vương thúc ép quân năm nước chư hầu đánh vào Bành Thành, kinh đô Tây Sở.
Sau khi chiếm được Bành Thành, Hán vương không chú ý phòng thủ, sa vào hưởng thụ. Hạng Vũ nghe tin, đem 3 vạn quân từ đất Tề trở về đánh Bành Thành, đại phá quân Hán. Cha ông là Thái công cùng vợ Lã Trĩ bị quân Sở bắt. Hán vương bị quân Sở vây bọc, may lúc đó có trận gió thổi cát bụi mù mịt, ông bèn nhân đó chạy thoát ra khỏi vòng vây. Ông được Hạ Hầu Anh đánh xe chạy trốn, bị quân Sở đuổi phía sau. Giữa đường gặp con trai Lưu Doanh cùng con gái. Sợ xe nặng đi chậm, Lưu Bang đẩy hai con nhỏ ra khỏi xe. Hạ Hầu Anh vội nhảy xuống bế lên. Lưu Bang thấy quân Sở đuổi gần lại đẩy con xuống. Cứ như vậy 5 lần nhưng Hạ Hầu Anh đều xuống cứu hai con ông, cuối cùng cả bốn người đi thoát.

### Nguy cấp ở Huỳnh Dương
Lưu Bang chạy đến Hạ Ấp do người anh của Lã Trĩ là Lã Trạch trấn thủ, tập hợp lại lực lượng. Tắc vương Tư Mã Hân và Địch vương Đổng Ế thấy Sở mạnh lên lại bỏ Hán theo Sở. Ngụy vương Báo cũng lấy lý do về thăm nhà và tuyệt giao với Hán.
Hán vương sai Tùy Hà đi sang quận Cửu Giang dụ chư hầu của nước Sở là Anh Bố đang bất mãn với Sở Bá vương. Anh Bố đồng ý phản Sở, bị tướng Sở là Long Thư đánh bại, bèn chạy về với Lưu Bang. Cùng lúc, quân Hán tháo nước sông vào thành Phế Khâu, hạ được thành. Ung vương Chương Hàm tự sát. Đất Tam Tần hoàn toàn thuộc về Lưu Bang.
Hán vương sai Lịch Tự Cơ sang nước Ngụy khuyên Ngụy Báo trở lại theo Hán nhưng Ngụy Báo không nghe. Ông bèn sai tướng quân Hàn Tín mang quân đánh Ngụy, bắt sống Ngụy Báo mang về Huỳnh Dương. Sau đó ông sai Hàn Tín cùng Trương Nhĩ đi đánh nước Triệu. Sau khi hai tướng diệt được Triệu, ông lập Trương Nhĩ làm Triệu vương.
Lúc đó Lưu Bang đóng quân ở Huỳnh Dương, phía nam xây đường ống ra đến sông Hoàng Hà để lấy thóc ở Ngao Thương, chống lại cuộc tấn công của Hạng Vũ. Hai bên giằng co hơn một năm. Hạng Vũ mấy lần đưa quân cướp đường ống của Hán làm quân Hán bị thiếu lương thực. Lưu Bang lo lắng, bèn xin giảng hòa và cắt đất từ Huỳnh Dương đến phía tây cho Sở Bá Vương, nhưng Hạng Vũ không nghe.
Nhân lúc đó có sứ giả của Hạng Vũ đến, Lưu Bang bèn dùng kế của Trần Bình, giả bộ nhầm với sứ giả của mưu sĩ Phạm Tăng bên Sở, nhằm làm Hạng Vũ nghi ngờ Phạm Tăng tư thông với mình. Quả nhiên Hạng Vũ ngờ vực Phạm Tăng khiến Phạm Tăng giận xin từ chức rồi uất ức qua đời.
Hạng Vũ mất Phạm Tăng nhưng vẫn tăng cường công hãm Huỳnh Dương. Trước tình hình nguy cấp, tướng Kỷ Tín tình nguyện đóng giả làm Lưu Bang giả cách xin đầu hàng. Nửa đêm, Lưu Bang cho Kỷ Tín ngồi vào xe vàng của mình ra hàng, cho hơn hai nghìn người con gái mặc áo giáp giả làm quân Hán hộ vệ Hán vương đi ra cửa phía đông. Quân Sở đều xúm lại phía đông thành để xem mặt Hán vương, nhờ đó Lưu Bang cùng các tướng thoát ra cửa tây với vài chục quân kỵ và bỏ trốn, chỉ để lại Chu Hà, Ngụy Báo, Hàn vương Tín và Tung Công giữ Huỳnh Dương.

### Trốn khỏi Thành Cao
Sau khi ra khỏi Huỳnh Dương, Hán vương vào Quan Trung, tập hợp quân sĩ do Tiêu Hà động viên đưa ra, lại định đi về hướng đông đánh Sở. Viên Sinh hiến kế với Lưu Bang, đề nghị ông nên cố thủ không giao tranh với quân Sở, và sai Hàn Tín đi đánh các nước Yên, Tề để chặt vây cánh của Sở, sau đó mới ra quân đánh Sở khiến Hạng Vũ phải đối phó nhiều mặt.
Lưu Bang nghe theo, bèn cho quân đi ra ở giữa miền Uyển và Diệp, cùng hàng tướng Anh Bố tập hợp quân sĩ. Quả nhiên Hạng Vũ nghe tin Lưu Bang di chuyển bèn đem binh xuống phía nam. Quân Hán giữ vững thành trì không đánh nhau với Sở. Trong khi đó, Bành Việt đã vượt qua sông Tuy Thủy đánh vào hậu phương nước Sở, chiếm Hạ Bì.
Hạng Vũ phải đem binh về hướng đông đánh Bành Việt, Lưu Bang cũng đem quân về hướng bắc đóng quân ở Thành Cao. Sau khi đã đánh quân Bành Việt thua chạy, Hạng Vũ nghe tin Hán Vương đã về Thành Cao, lại đem binh về hướng tây lấy Huỳnh Dương, giết Chu Hà, Tung Công, cầm tù Hàn vương Tín, rồi bao vây Thành Cao.
Quân Hán không chống cự nổi, Lưu Bang phải cùng Hạ Hầu Anh ngồi một xe theo cửa ngọc môn ra khỏi Thành Cao chạy lên phía bắc, vượt sông Hoàng Hà, chạy nhanh đến Tu Vũ nghỉ đêm ở đấy, tự xưng là sứ giả. Sáng sớm hôm sau ông ruổi ngựa vào thành của Trương Nhĩ, Hàn Tín, lấy ấn tướng quân của Hàn Tín và nắm quân của hai người. Sau đó ông sai Trương Nhĩ đi về hướng bắc thu thập thêm quân ở Triệu, sai Hàn Tín đi về hướng đông đánh nước Tề.

### Tái chiếm Thành Cao
Sau khi đã nắm được quân của Hàn Tín, uy thế Lưu Bang lại mạnh. Nghe theo lời khuyên của lang trung Trịnh Trung, ông đắp thành đào hào cố thủ không giao tranh với quân Sở, và sai Lư Quán cùng Lưu Giả đem hai vạn quân vài trăm quân kỵ vượt bến Bạch Mã, vào đất Sở cùng với Bành Việt đánh phá quân Sở phía tây đất Yên, đất Quách, rồi lấy lại hơn mười thành đất Lương. Theo đề nghị của Lịch Tự Cơ, Lưu Bang sai Lịch Tự Cơ đi thuyết Tề vương Điền Quảng theo Hán.
Hàn Tín đã được lệnh đi về hướng đông nhưng chưa vượt qua sông ở Bình Nguyên thì Lịch Tự Cơ đã thuyết phục được Tề vương Điền Quảng phản lại Sở, hòa với Hán để cùng đánh Hạng Vũ. Hàn Tín dùng kế của Khoái Triệt, đánh úp và đại phá quân Tề. Tề vương Quảng tưởng bị Lịch Tự Cơ lừa bèn giết Tự Cơ bỏ chạy và cầu viện Sở. Hạng Vũ sai Long Thư và Chu Lan đến đánh Hàn Tín, nhưng bị Hàn Tín tiêu diệt.
Trong khi đó Bành Việt cầm quân ở đất Lương, thường tập kích cắt đứt đường lương thực của quân Sở.
Năm 203 TCN, Hạng Vũ đánh chiếm được Thành Cao rồi, phải quay về đánh Bành Việt lần thứ 2, giao lại Thành Cao cho Tào Cữu, Tư Mã Hân và Đổng Ế. Lưu Bang điều quân đến đánh Thành Cao. Tào Cữu tức giận vì bị khiêu khích, không nhớ lời dặn phải phòng thủ của Hạng Vũ, mang quân ra đánh và bị thảm bại. Cả ba tướng Sở đều tự vẫn. Lưu Bang đoạt lại được Thành Cao.
Cùng lúc đó Hàn Tín đánh xong viện binh của Long Thư nước Sở bèn sai sứ tới đề nghị Lưu Bang phong làm Tề giả vương. Lưu Bang nổi giận định không cho, nhưng Trương Lương và Trần Bình khuyên ông nên chấp thuận đề lợi dụng Hàn Tín đánh Sở. Lưu Bang bằng lòng, sai Trương Lương đi phong Hàn Tín làm Tề vương.

### Hòa ước Hồng Câu
Hạng Vũ đánh mãi không thắng bèn mang cha Lưu Bang là Thái công ra đặt lên thớt để buộc ông phải hàng, dọa nếu không hàng thì giết Thái công. Lưu Bang sợ bị người chê cười là kẻ bất hiếu nên có ý hàng, nhưng Tiêu Hà ngăn lại và hiến kế cho Lưu Bang đối đáp. Lưu Bang đứng trên thành, dõng dạc trả lời Hạng Vũ:
Ta và ngươi đã kết làm anh em, cha ta cũng như cha ngươi. Nếu ngươi muốn giết cha ngươi thì cho ta xin bát canh với
Hạng Vũ nghe nói như vậy đành thôi ý định dùng Thái công để dọa ông.
Sau đó Lưu Bang và Hạng Vũ gặp nhau ở Quảng Vũ đối trận. Hai bên giáp mặt nói chuyện. Hạng Vũ muốn một mình khiêu chiến với Lưu Bang, ông bèn kể tội 10 tội của Hạng Vũ. Hạng Vũ rất tức giận, ngầm bắn trúng Lưu Bang. Ông bị trúng tên ở bụng nhưng lại sờ vào ngón chân kêu đau, khiến tướng sĩ nghĩ rằng ông bị thương nhẹ.
Hai bên thu quân về. Lưu Bang bị thương nặng phải nằm. Trương Lương ép nài ông cố gắng dậy đi úy lạo quân sĩ để quân sĩ an lòng, đừng cho quân Sở thừa cơ đánh. Vì ông cố đi ra trước hàng quân bệnh càng nặng thêm. Sau đó ông chạy vào Thành Cao.
Ít lâu sau khỏi bệnh, ông vào Quan Trung tập hợp thêm binh sĩ rồi trở lại Quảng Vũ. Lúc đó Bành Việt cầm quân ở đất Lương, luôn cắt đứt lương thực của quân Sở. Hạng Vũ mấy lần đánh Bành Việt thì Tề vương Hàn Tín lại tiến quân đánh Sở. Do đầu đuôi không cứu được nhau, Hạng Vũ lo lắng bèn cùng Lưu Bang giao ước chia khoảng giữa thiên hạ.
Theo giao ước, cắt đất từ Hồng Câu về phía tây là của Hán; từ Hồng Câu về phía đông là của Sở. Hạng vương trả lại cha và vợ Hán vương.
Sau đó hai bên trở về và từ biệt ra đi mỗi người một phía: Hạng Vũ từ giã đem quân về phía đông.

### Xé bỏ hòa ước
Lưu Bang định làm theo hòa ước đem quân về phía tây nhưng Trần Bình và Trương Lương khuyên ông nên xé bỏ hòa ước, tiến quân đuổi đánh Hạng Vũ để nhanh chóng diệt Sở.
Lưu Bang nghe theo, bèn tiến quân đuổi theo, dừng lại ở Dương Hạ, hẹn các chư hầu cùng đánh Sở. Nhưng khi đại quân Lưu Bang tới Cố Lăng thì quân Hàn Tín, Bành Việt vẫn không đến. Kết quả quân Hán bị quân Sở đánh cho đại bại. Lưu Bang lại vào thành, đắp thành cao, đào hào sâu để giữ.
Theo kế của Trương Lương, ông sai sứ đi đề nghị Hàn Tín và Bành Việt ra quân, hứa sẽ phong cho 2 người ở nước Tề và nước Lương sau khi thành công. Mặt khác, ông gọi thêm các hàng tướng nước Sở như Anh Bố, Chu Ân cùng Lưu Giả đánh vào hậu phương của Hạng Vũ.
Năm 202 TCN, Hàn Tín và Bành Việt mang đại quân đến họp. Các cánh quân cùng vây đánh Hạng Vũ ở Cai Hạ. Quân Hán quá đông khiến Hạng Vũ không địch nổi, phải rút vào thành Cai Hạ. Sau đó quân Sở tan rã, Hạng Vũ bỏ thành chạy. Lưu Bang sai kỵ tướng quân Quán Anh đuổi theo. Hạng Vũ chạy đến Ô Giang thì tự vẫn, nước Sở hoàn toàn bị tiêu diệt.

## Kiến lập triều Hán

### Xưng đế và phân phong
Thắng trận, Lưu Bang vội vã trở về đến Định Đào, phi ngựa vào thành của Tề vương Tín, lấy quân của Hàn Tín lần thứ 2.
Tháng 1 âm lịch năm 202 TCN, các quan văn võ và chư hầu suy tôn Lưu Bang lên làm Hoàng đế nhưng ông từ chối: 
"Ta nghe nói: "Người hiền mới được làm đế, nếu không chỉ là lời nói suông không nên làm". Ta không dám lên ngôi đế."
Quần thần cùng thuyết phục:
"Đại vương xuất thân thấp hèn, giết bọn bạo ngược, bình định bốn biển, người nào có công thì được cắt mà phong làm vương, làm hầu. Nếu đại vương không có danh hiệu tôn quý thì họ đều nghi không tin. Bọn thần liều chết xin giữ điều đó."
Lưu Bang cố khước từ ba lần mà không được, mới nói:
"Nếu các ông đều cho thế là tiện thì tôi nhận, vì tiện lợi của quốc gia."
Rồi ông lên ngôi hoàng đế ở phía bắc sông Tự Thủy, tức là vua Hán Cao Tổ. Ông tôn cha là Thái công làm Thái thượng hoàng, lập Lã Trĩ làm hoàng hậu, con trai Lã Trĩ là Lưu Doanh làm thái tử.
Ông phân phong các công thần làm chư hầu như sau:
- Cải Tề vương Hàn Tín làm Sở vương, đóng đô ở Hạ Bì.
- Lập Kiến Thành hầu Bành Việt làm Lương Vương, đóng đô ở Định Đào
- Lập vua Hàn trước là Tín làm Hàn vương, đóng đô ở Dương Địch.
- Dời Hành Sơn vương Ngô Nhuế làm Trường Sa vương, đóng đô ở Lâm Tương.
- Hoài Nam vương Anh Bố, Yên Vương Tạng Đồ, Triệu vương Trương Ngao, Lâm Giang vương đều như cũ.

Hán Cao Tổ đóng đô ở Lạc Dương là kinh đô cũ của nhà Đông Chu.

### Đóng đô ở Quan Trung
Theo Sử ký, ban đầu Hán Cao Tổ muốn đóng đô ở đất Lạc Dương. Lâu Kính người nước Tề nói với Trương Lương. Trương Lương khuyên ông đóng đô ở Quan Trung. Ngay hôm ấy, Cao Tổ lên xe ngựa đến Quan Trung và chọn Trường An nơi đây làm kinh đô.

### Giảm thuế và sưu dịch
Sau khi lên ngôi hoàng đế, Hán Cao Tổ tái tập trung quyền lực quốc gia theo hệ thống nhà Tần. Ông dần thay thế những tướng cũ, phong đất cho họ và gia đình, đồng thời giảm bớt quân đội và cho phép binh sĩ trở về nhà. Ông ra lệnh cho những vương chư hầu rằng những người ở lại Quan Trung sẽ được miễn thuế và sưu dịch trong 12 năm, trong khi những người trở về quê hương của mình sẽ được miễn trong 6 năm và nhà nước cung cấp cho họ trong một năm. Bởi vì nền kinh tế bị tàn phá bởi chiến tranh sau sự sụp đổ nhà Tần, ông cho giảm thuế và giảm bắt dân đi phu, phát triển nông nghiệp, hạn chế chi tiêu và trả tự do cho những kẻ đã bán mình làm nô lệ để tránh nạn đói trong chiến tranh.
Năm 195 TCN, Cao Tổ đã ban hành hai chiếu chỉ, một là hạ thấp thuế và sưu dịch, thứ hai là thay đổi số lượng cống phẩm cho triều đình của các vị vua chư hầu vào mỗi tháng 10 hàng năm. Thuế đất sản xuất nông nghiệp đã giảm với tốc độ một phần 15 trên sản lượng cây trồng. Ông cũng cho tư nhân đúc tiền. Tuy nhiên, vì đã chứng kiến điều mà ông cho là sự suy đồi của giới nhà buôn thời Tần, ông hạn chế thương mại bằng cách áp đặt thuế cao và luật hóa các quy định đối với nhà buôn.

### Đối với Nho giáo
Trong những ngày đầu tiên, Cao Tổ không thích đọc và hạ thấp Nho giáo. Sau khi ông lên ngôi, ông vẫn giữ quan điểm tương tự đối với Nho giáo như trước, cho đến khi ông được soi sáng bởi học giả Lục Giả. Lục Giả đã viết một cuốn sách 12 chương tên Tân Dư (新语), nhấn mạnh lợi ích của việc quản lý đất nước bằng đạo đức hơn là sử dụng pháp luật cưỡng chế. Lục Giả đọc từng chương cho hoàng đế sau khi viết xong, khiến Cao Tổ vô cùng ấn tượng. Dưới triều đại của Hán Cao Tổ, ảnh hưởng của Nho giáo mạnh lên và dần dần thay thế Pháp gia, vốn thắng thế trong triều đại trước. Các học giả Nho giáo, bao gồm Lục Giả, đã được tuyển dụng vào triều đình và Cao Tổ cũng tiến hành cải cách hệ thống pháp luật, giảm bớt các luật lệ khắc nghiệt từ thời nhà Tần. Năm 196 TCN, sau khi chinh phạt Anh Bố, quân đội của Cao Tổ đi ngang qua Sơn Đông, ông đích thân chuẩn bị một buổi lễ để tỏ lòng kính trọng của mình với nhà triết học Khổng Tử.

### Cân nhắc ngôi thái tử
Trong những năm sau này, Cao Tổ bắt đầu sủng ái Thích phu nhân và bỏ mặc Lã hậu. Ông cảm thấy rằng đương kim thái tử Lưu Doanh, con Lã Hậu, quá yếu đuối để làm vua cai trị. Cao Tổ do vậy có ý phế Lưu Doanh và thay bằng con của Thích phu nhân là Lưu Như Ý. Lã hậu trở nên lo lắng và hỏi Trương Lương cách để giúp con trai bà giữ ngôi thái tử. Trương Lương đề nghị dùng bốn hiền sĩ ẩn dật, được gọi chung là Thương Sơn Tứ Hạo (商山四皓) để giúp Lưu Doanh.
Năm 195 TCN, khi Cao Tổ trở về sau khi dẹp loạn Anh Bố, sức khỏe của ông xấu đi và càng muốn đổi ngôi thái tử. Trương Lương cố gắng can ngăn nhưng Cao Tổ lại bỏ ngoài tai, khiến Trương Lương từ chức với lý do rằng bị ốm. Gia sư của thái tử là Thúc Tôn Thông (叔孫通) và Chu Xương phản đối mạnh mẽ lại quyết định thay thế thái tử Cao Tổ. Chu Xương nói rằng: "Thần tuy không khuyên can được, nhưng thần biết điều này là không nên. Nếu bệ hạ phế thái tử, thần quyết không thể phụng chiếu." . Sau đó, Thương Sơn Tứ Hạo xuất hiện và khiến Cao Tổ ngạc nhiên vì họ đã từng từ chối ra giúp ông trước kia. Họ hứa sẽ giúp Lưu Doanh trong tương lai khi trở thành hoàng đế, khiến Cao Tổ quyết định giữ ngôi thái tử của Lưu Doanh.

### Đối với chư hầu
Hán Cao Tổ cũng rất quan tâm tới việc hạn chế thế lực của các chư hầu là công thần được phân phong. Ông lần lượt trừ khử hoặc phế truất các công thần làm vua chư hầu và cho các con trai hoặc thành viên hoàng tộc thay thế. Đồng thời, ông giao ước với các quan đại thần rằng: 
| “ | Ai không phải họ Lưu mà làm vương thì thiên hạ cùng đánh nó. | ” |

Việc trừ khử các chư hầu được Lưu Bang tiến hành ngay từ khi mới lên ngôi hoàng đế. 
- Tề: Sau khi cải phong Tề vương Hàn Tín làm Sở vương, Lưu Bang phong cho con lớn là Lưu Phì làm Tề vương
- Lâm Giang: Theo ghi chép của Sử ký, Lâm Giang vương phản Hán, Cao Tổ sai Lư Quán, Lưu Giả mang quân đến bao vây nhưng không hạ được thành. Mấy tháng sau Lâm Giang vương đầu hàng và bị giết ở Lạc Dương.
- Sở: Năm 200 TCN, Hán Cao Tổ lấy cớ nghi Hàn Tín làm phản vì có người tố giác, bèn theo kế của Trần Bình giả cách ra chơi ở Vân Mộng gần chỗ trấn nhậm của Hàn Tín. Hàn Tín vội ra đón rước, liền bị Lưu Bang bắt giữ mang về kinh đô và giáng làm Hoài Âm hầu. Tới năm 196 TCN, Hàn Tín bị Lã Hậu giết tại kinh đô khi Lưu Bang đang đi đánh Trần Hy. Lưu Bang chia nhỏ nước Sở, lập người con thứ 6 là Lưu Hữu làm Hoài Dương vương, người cháu là Lưu Giao làm Sở vương, Lưu Giả làm Kinh vương.
- Lương: Năm 197 TCN, Trần Hy làm phản. Lưu Bang triệu tập Lương vương Bành Việt đến hội quân để đánh Hy, nhưng Bành Việt cáo ốm không đi, chỉ cho bộ tướng đi thay. Lưu Bang bèn sai sứ bất ngờ đến bắt ông và giải về Lạc Dương. Lưu Bang nghĩ Bành Việt có công lao nên không giết mà chỉ đày vào huyện Thanh Y đất Thục. Đi nửa đường đến đất Trịnh, Bành Việt gặp Lã Hậu từ Trường An ra Lạc Dương, bèn đến xin nhờ Lã hậu nói với Hán Cao Tổ tha tội. Lã hậu nhận lời, nhưng khi trở về Lạc Dương lại khuyên Lưu Bang giết Bành Việt. Lưu Bang giết Bành Việt và phong người con thứ 5 là Lưu Khôi làm Lương vương.
- Triệu: Triệu vương Trương Ngao vốn là con rể Hán Cao Tổ. Do Lưu Bang có hành động sỉ nhục Trương Ngao trong lần đến nước Triệu năm 199 TCN, các thủ hạ của Trương Ngao có ý định giết Lưu Bang để trả thù. Năm 198 TCN, ý đồ ám sát lộ ra, các thủ hạ nhận tội, nhất định nói Trương Ngao không biết việc ám sát. Trương Ngao vẫn bị truất ngôi Triệu vương, bị giáng làm Tuyên Bình hầu. Lưu Bang phong cho người con thứ 3 là Lưu Như Ý làm Triệu vương.
- Hàn: Năm 201 TCN, Lưu Bang dời Hàn vương Tín sang vùng Thái Nguyên xa xôi ở phía bắc, đóng đô ở Mã Ấp, tiếp giáp với Hung Nô. Cùng năm, vua Hung Nô là Mặc Đốn mang quân vây đánh Mã Ấp. Hàn Vương Tín không chống nổi, nhiều lần phải cầu hoà. Lưu Bang nghe tin Hàn vương Tín nhiều lần cầu hoà với Hung Nô nên nghi Tín làm phản, sai sứ đến khiển trách. Hàn Vương Tín lo sợ, bèn quay sang đầu hàng Hung Nô và cùng Hung Nô đánh Hán. Năm 197 TCN, ông sai Vương Hoàng đi thuyết phục Trần Hy làm phản nhà Hán. Tướng Hán là Sài Vũ tấn công Tham Hợp, giết chết Hàn Vương Tín.
- Đại: Năm 197 TCN, sau khi diệt Trần Hy ở nước Đại, Lưu Bang phong con thứ 4 là Lưu Hằng làm Đại vương
- Hoài Nam: Sau khi giết Lương vương Bành Việt, Lưu Bang sai người lấy thịt Việt làm mắm gửi cho các chư hầu. Năm 195 TCN, Hoài Nam vương Anh Bố sợ mình sẽ bị thanh trừng bèn cất quân chống lại. Anh Bố giết chết Kinh vương Lưu Giả và đánh tan Sở vương Lưu Giao, nhưng sau đó Lưu Bang cầm quân đi tiêu diệt được Anh Bố. Dẹp xong, Lưu Bang phong cho con thứ 7 là Lưu Trường làm Hoài Nam vương, cháu là Lưu Tỵ làm Ngô vương.
- Yên: Tháng 10 năm 201 TCN, Yên vương Tạng Đồ làm phản. Cao Tổ thân hành cầm quân đánh, bắt được Yên vương Tạng Đồ, lập thái úy Lư Quán (vốn là bạn thân) làm Yên vương. Năm 195 TCN, sau khi Hàn Tín, Bành Việt, Anh Bố, Trần Hy đều bị giết, đến lượt Lư Quán bị nghi có mưu phản. Lưu Bang sai Phàn Khoái mang quân đi đánh Yên. Lư Quán biết không giữ được nước Yên, bèn mang gia quyến cùng vài ngàn quân rời bỏ nước Yên chạy ra ngoài Vạn Lý Trường Thành. Lưu Bang đã ốm nặng, bèn lập con thứ 8 là Lưu Kiến làm Yên vương, rồi qua đời. Lư Quán không thể phân trần với Lưu Bang, đành phải chạy sang hàng Hung Nô.

### Đối ngoại
Vào thời của Tần Thủy Hoàng, mối đe dọa của Hung Nô ở phía bắc đã xuất hiện nên đã phái tướng Mông Điềm dẫn quân tấn công để bảo vệ biên giới phía Bắc trong khi cho xây dựng Vạn lý trường thành để bảo vệ đế chế Tần. Mặc dù Mông Điềm đã thành công trong việc đẩy lùi quân Hung Nô, nhưng sau sự sụp đổ của nhà Tần, Hung Nô đã nắm lấy cơ hội này để tiến về phía nam và đột kích biên giới một lần nữa. Năm 201 TCN, Hung Nô tấn công nhà Hán, Hàn vương Tín đầu hàng. Mùa đông năm 200 TCN, Hán Cao Tổ đích thân ra quân đánh Thiền vu Hung Nô là Mặc Đốn, không nghe theo lời khuyên của Lâu Kính.
Tại trận Bạch Đăng, 7 vạn quân Hán bị khoảng 300.000 kỵ binh Hung Nô bao vây. Cao Tổ bị cắt nguồn tiếp tế và cứu trợ trong 7 ngày, trong hoàn cảnh rất nguy khốn. Ông theo lời của Trần Bình sai người đến thuyết phục vợ Mặc Đốn là Yên Chi tác động, Mặc Đốn mới rút quân.
Sau thất bại tại Bình Thành, Hán Cao Tổ từ bỏ giải pháp quân sự đối với mối đe dọa từ Hung Nô. Ông quyết định nhân nhượng họ bằng cách gả con gái các gia đình quý tộc và cung cấp cống phẩm hàng năm cho các tù trưởng Hung Nô để đổi lấy hòa bình giữa hai bên. Chính sách này đã kéo dài liên tục trong 70 năm.

## Qua đời
Năm 195 TCN, Hán Cao Tổ bị thương bởi một mũi tên khi đi dẹp loạn Anh Bố. Ông bị ốm phải nằm trong cung, không muốn gặp ai, sai thị vệ canh phòng không cho ai vào. Hơn 10 ngày sau, Phàn Khoái sốt ruột không nén được bèn dẫn đầu các quan đẩy cửa cung mà vào chỗ Lưu Bang, thấy Lưu Bang đang gối trên đùi một hoạn quan ngủ. Phàn Khoái tiến lại gần, gào khóc nói: "Buổi đầu, bệ hạ cùng vi thần khởi binh ở đất Bái, bình định thiên hạ, lúc đó oai dũng biết bao! Nay thiên hạ đã định, bệ hạ lại mệt mỏi đến thế! Bệ hạ bệnh tình trầm trọng, đại thần đều lo sợ, bệ hạ không chịu tiếp kiến chúng thần bàn bạc việc nước, lại chỉ ở riêng với một hoạn quan mà bỏ người trong thiên hạ đi sao? Vả chăng, bệ hạ không thấy gương Triệu Cao làm loạn hay sao?". Lưu Bang nghe vậy đành phải ngồi dậy để gặp các đại thần.
Sức khỏe của ông ngày càng xấu đi và Lã hậu cho mời những thầy thuốc giỏi nhất để cứu chữa. Khi Hán Cao Tổ hỏi về tình trạng của mình, thầy thuốc nói rằng bệnh của ông có thể được chữa khỏi. Tuy nhiên, Hán Cao Tổ không hài lòng và đã mắng thầy thuốc rằng: "Ta đây quần thô áo vải, tay 3 tấc gươm cùn mà đoạt thiên hạ, há chẳng phải ý trời hay sao? Sống chết có mạng, dù có đến Biển Thước cũng không thay đổi được!". Hán Cao Tổ từ chối thuốc men điều trị và mời thầy thuốc đi với một số vàng.
Nhân lúc Lưu Bang tỉnh táo, Lã Hậu hỏi: "Sau khi bệ hạ muôn tuổi, mà thừa tướng Tiêu Hà cũng mất, thì nên cho ai làm thừa tướng?". Lưu Bang đáp: "Tào Tham làm được". Lã Hậu lại hỏi sau Tào Tham là ai. Lưu Bang lại đáp: "Vương Lăng có thể thay được. Tuy nhiên Vương Lăng tính trực mà ương, cần phải có Trần Bình giúp sức. Trần Bình trí khôn có thừa nhưng không thể gánh vác một mình. Chu Bột là kẻ thật thà, tính thận trọng, nên cùng hắn làm chức Thái úy". Lã Hậu lại hỏi về sau, Lưu Bang nói: "Sau đó thì ngươi cũng không biết được".
Sau đó ông qua đời ở cung Trường Lạc vào ngày 1 tháng 6 năm 195 TCN, hưởng thọ 63 tuổi. Ông được truy tôn miếu hiệu là Thái Tổ (太祖) nhưng do Tư Mã Thiên chép trong Sử Ký là Cao Tổ Bản Kỷ nên đời sau thường gọi là Hán Cao Tổ (漢高祖), thụy hiệu là Hán Cao Hoàng Đế (孝高皇帝) nên cũng được gọi là Hán Cao Đế (漢高帝).
Thái tử Lưu Doanh, con trai cả Cao Tổ với Lã hậu nối ngôi, tức Hán Huệ Đế. Tuy nhiên, Cao Tổ vốn không thích Lưu Doanh vì cho rằng Doanh quá yếu đuối. Con trai Thích phu nhân, người thiếp yêu của ông, là Như Ý được ông định lập lên thay Thái tử nhưng bất thành vì các quan trong triều vẫn trung thành với Thái tử và Lữ Hậu. Ông bèn phong Như Ý làm Triệu Vương.
Sự sủng ái của Hán Cao Tổ dành cho Thích phu nhân và Như Ý khiến Lã hậu căm giận. Sau khi Huệ Đế lên nối ngôi, Lã Hậu nắm hết quyền lực trong tay, đầu độc giết Như Ý và tra tấn đến chết Thích Phu nhân. Ngoài ra, nhiều người con khác của Lưu Bang cũng lần lượt bị Lã Hậu giết.

## Tên và các danh hiệu
Trước khi Lưu Bang lên ngôi, chức tướng đứng đầu triều được gọi là tướng bang. Kết quả khảo cổ còn cho thấy những chữ "tướng bang Lã Bất Vi" (nước Tần) khắc trên cái qua hay ấn "tướng bang Hung Nô". Từ khi ông lên làm vua, chức này được đổi gọi là tướng quốc vì kiêng tên húy của ông. Những vị tướng quốc đầu thời Hán như Tiêu Hà, Tào Tham đều là công thần khai quốc sống cùng thời với ông.
Khi Lưu Bang nổi dậy để hưởng ứng theo Trần Thắng, được mọi người gọi là Bái công (沛公). Sau đó ông được Sở Hoài vương phong làm Vũ An hầu trước khi giao ước đi đánh Tần cùng Hạng Vũ nhưng danh hiệu này ít được nhắc đến.
Khi diệt nhà Tần, ông cũng được Hạng Vũ phong làm Hán vương và thường được gọi bằng chức vị này cho tới khi lên ngôi hoàng đế. Sau khi mất, ông được tôn thụy hiệu là Cao hoàng đế, miếu thiệu là Thái Tổ, nên còn gọi là Hán Cao Đế, chôn cất ở Trường Lăng. Tư Mã Thiên viết sử về ông đặt là Cao Tổ bản kỷ thay vì Thái Tổ bản kỷ, các bộ sử thư sau này đều theo đó mà chép tên hiệu của ông là "Hán Cao Tổ" (dù đúng ra phải chép là Hán Thái Tổ).

## Nhận định

### Xuất thân
Lưu Bang xuất thân là một nông dân bình thường, ông không phải là quý tộc như các vị vua khai sáng 4 triều đại trước đó là Hạ, Thương, Chu và Tần. Dù vậy, ông được các sử gia cổ đại thêu dệt nhiều yếu tố thần thoại để chứng minh ông là "chân mệnh thiên tử". Các sử gia hiện đại chỉ ra rằng: câu chuyện bà mẹ ông thụ thai với rồng chỉ là sự tưởng tượng và là biểu hiện của việc có mẹ mà không có cha. Chuyện khi ông đi lẩn trốn có mây lành, được cụ già xem bói tiên tri định mệnh phú quý, Tần Thủy Hoàng thấy phía đông nam có khí thiên tử là ứng vào Lưu Bang hay việc ông chém rắn thần… ngoài chính những người thân trong gia đình ông thì người ngoài đều không thể nào kiểm chứng. Mặt khác, dù không tin vào những chuyện thần thoại đó thì đương thời không ai dám công khai phủ nhận.
Sau cái chết của Trần Thắng và Ngô Quảng, những người tranh hùng thiên hạ khi đó đều có địa vị xã hội cao hơn chức Đình trưởng của Lưu Bang và có sức hiệu triệu thiên hạ lớn hơn Lưu Bang. Bản thân ông chỉ có 3000 quân, khi bị Ung Xỉ phản bội thì ngay việc quay về đánh chiếm lại quê hương là đất Phong cũng không nổi, phải bôn ba đi xin quân của Tần Gia, Hạng Lương.

### Khi chinh phục thiên hạ
Theo đánh giá của các nhà sử học, Lưu Bang hoàn toàn trái ngược với đối thủ Hạng Vũ. Trong khi Hạng Vũ thường được coi là lãng mạn và quý tộc, Lưu Bang thường bị coi là thô lỗ. Hạng Vũ luôn tỏ ra nhân đức đối với các tướng và lính tráng dưới quyền, nhưng lại là một nhà chính trị kém cỏi. Trong khi đó Lưu Bang xuất thân thấp, ít học, tự biết mình tài năng có hạn, nên ông sẵn sàng lắng nghe ý kiến của người khác, tận dụng tài năng của cấp dưới để thành sự nghiệp.
Lưu Bang gặp Lịch Tự Cơ với thái độ bất lịch sự, nhưng khi hiểu ra đã nhanh chóng sửa đổi; khi ông tiến vào Hàm Dương cũng ham hưởng thụ, nhưng đã dừng lại theo lời khuyên của Trương Lương, Phàn Khoái để tránh bị Hạng Vũ mang quân đến đánh; khi ông bị Hạng Vũ phong làm Hán vương, đẩy vào đất Thục từng phẫn nộ muốn đánh trả, song biết nhẫn nhịn theo ý kiến Tiêu Hà, Chu Bột để chờ thời cơ thuận lợi; ông cũng tức giận khi Hàn Tín đòi phong Tề giả vương, nhưng khi thấy Trương Lương, Trần Bình ghé tai góp ý đã chiều lòng Hàn Tín để tận dụng binh lực của Hàn Tín diệt Sở… Những việc làm đó của Lưu Bang khác hẳn với Hạng Vũ ỷ vào tài năng, tư cách, chỉ làm theo ý mình, không lắng nghe lời góp ý. Trong nhiều hoàn cảnh khó khăn và đáng bất bình, Lưu Bang biết tự kiềm chế mình, lắng nghe ý kiến của người khác nên thu phục được nhân tâm.
Lưu Bang khác Hạng Vũ ở chỗ: ông biết cai trị khoan hòa với nhân dân, biết lắng nghe những ý kiến hợp lý của người khác. Còn Hạng Vũ thì như Tư Mã Thiên nhận xét, chỉ biết "Tự khoe khoang công trạng, chỉ dùng cái trí của mình mà không chịu bắt chước người xưa, cho rằng có thể lấy võ lực dẹp yên thiên hạ"
Là người xuất thân thấp kém, Lưu Bang không thể dùng những cách thức "chính danh" để lọt vào hàng ngũ đứng chung với giới quyền lực. Vì vậy khi đến nhà Lã Công (cha vợ tương lai), ông nói dối là mình có cả vạn đồng tiền dù không có tiền, kết quả là được Lã Công gả con.Nếu Lưu Bang thỏa mãn với việc trở thành vua Quan Trung như giao ước của Sở Nghĩa Đế, không tiến về phía đông nữa, có thể sau này ông sẽ bị Hạng Vũ hoặc các chư hầu vương khác thôn tính trong cuộc hỗn chiến. Trường hợp Hạng Vũ bằng lòng để Lưu Bang có Quan Trung, cục diện Trung Quốc sẽ trở lại thời Chiến Quốc, bị phân chia thành nhiều quốc gia và chiến tranh sẽ tiếp tục kéo dài. 
Trong khi Lưu Bang có thể đã có chủ ý làm giảm uy tín Hạng Vũ, ông đã chính xác khi nói về nguyên nhân chiến thắng trước Hạng Vũ:
| “ | Phàm việc tính toán trong màn trướng mà quyết định được sự thắng ở ngoài ngàn dặm thì ta không bằng Tử Phòng; trị nước nhà, vỗ yên trăm họ, vận tải lương thực không bao giờ đứt thì ta không bằng Tiêu Hà; Nắm trong tay trăm vạn quân đã đánh là thắng, tiến công là nhất định lấy thì ta không bằng Hoài Âm Hầu. Ba người này đều là những kẻ hào kiệt, ta biết dùng họ cho nên lấy được thiên hạ. Hạng Vũ có một Phạm Tăng mà không biết dùng cho nên mới bị ta bắt. | ” |

### Vấn đề sát hại công thần
Từ trường hợp vua chư hầu đầu tiên bị trừ là Yên vương Tạng Đồ tới 6 chư hầu sau (Hàn vương Tín, Lương vương Bành Việt, Triệu vương Trương Ngao, Sở vương Hàn Tín, Hoài Nam vương Anh Bố và Yên vương Lư Quán), các sử gia đều nhìn nhận phần lớn họ bị oan hoặc bị thúc ép vào tình thế buộc phải làm phản để triều đình có cớ minh bạch mang quân đi đánh. Những bằng chứng về việc họ tự ý làm phản triều đình được đưa ra đều cho thấy những vụ làm phản không rõ ràng hoặc nguyên nhân không logic.
Sau khi các chư hầu bị trừ hết, chỉ còn lại Trường Sa vương Ngô Thần (con Ngô Nhuế thời Hán Sở nối chức) là vị phiên vương không phải họ Lưu, vì đất Trường Sa xa xôi, ẩm thấp, ít tài nguyên, dân cư thưa thớt chỉ có 2 vạn hộ, và bản thân Trường Sa vương Ngô Thần là người cẩn thận tuyệt đối, lại giúp Lưu Bang diệt Anh Bố.
Sự hậu hĩnh phong đất trong thời kỳ đầu cho các công thần đã khiến thế lực của họ quá mạnh: 7 nước chư hầu chiếm hơn nửa giang sơn Trung Hoa, lãnh thổ do nhà Hán thực sự quản lý chỉ có 15/40 quận. Hơn nữa, Lưu Bang tuổi cao sức yếu, ông biết thái tử Lưu Doanh tài năng kém cỏi và nhu nhược không thể giữ được cơ nghiệp trước thế lực lớn mạnh của các chư hầu. Dù hiện tại họ không có ý định làm phản, nhưng không có gì đảm bảo khi thái tử Doanh non kém nối nghiệp họ sẽ tiếp tục trung thành với Hán thất. Do đó Lưu Bang và Lã Trĩ chọn giải pháp diệt trừ họ. Việc làm của vợ chồng Lưu Bang được xem là chọn lựa duy nhất trong hoàn cảnh đó 
Lưu Bang được nhìn nhận là một nhà chính trị kiệt xuất. Ông biết cách thu hút, tận dụng tài năng và điều khiển quần hùng. 
Có ý kiến khác cho rằng: Sau Lưu Bang, nhiều vị vua khai quốc khác cũng sát hại công thần; những trường hợp như Hán Quang Vũ Đế, Tống Thái Tổ không sát hại công thần rất hiếm có; hành động sát hại công thần không nên chỉ quy tội cho cá nhân một vị hoàng đế mà cần phải xem đó là chính sách gần như tất yếu của chế độ chuyên chế tập quyền phong kiến. Kể cả Hán Quang Vũ Đế, Tống Thái Tổ dù không sát hại công thần nhưng cũng phải đề ra biện pháp thu hết binh quyền của họ về tay mình, không để công thần nắm binh quyền nữa.
Mặt khác, việc sát hại công thần của Lưu Bang thường bị phóng đại. Thực tế, khoảng 143 công thần mà Lưu Bang phong thưởng sau khi lập quốc, chỉ có vài người bị sát hại (là những người có binh lực mạnh và Lưu Bang không tin tưởng), còn đa số những người khác vẫn được đối xử tốt (Trần Bình, Chu Bột, Quán Anh, Trương Lương, Tiêu Hà, Tào Tham, Trương Ngao...), họ vẫn trung thành phục vụ con cháu Lưu Bang sau khi ông đã qua đời.

### Ghi nhận công lao
Với cục diện chính trị thống nhất, ít còn nguy cơ hỗn loạn mà Lưu Bang để lại, người dân Trung Quốc cuối cùng đã có thể yên ổn an cư lạc nghiệp, đất nước cơ bản được hưởng hòa bình lâu dài gần 200 năm, không còn lâm vào cảnh chiến tranh loạn lạc, chết chóc khắp nơi kéo dài suốt hàng trăm năm trước đó. Chính trị yên ổn đã giúp nền kinh tế, văn hóa Trung Quốc thời nhà Hán phát triển mạnh, lãnh thổ và tầm ảnh hưởng cũng được mở rộng hơn hẳn so với thời nhà Tần. Người Trung Quốc hiện nay vẫn gọi mình là "người Hán", chính là để thể hiện sự ca ngợi công lao của triều đại do Lưu Bang sáng lập.

## Gia quyến
- Thân phụ: Lưu Thái công (劉太公; ? - 197 TCN),[31] tôn làm Thái thượng hoàng (太上皇).
- Thân mẫu: Lưu Ẩu (劉媼), thụy phong làm Chiêu Linh hoàng hậu (昭靈皇后).
- Anh chị em:

1. Đại ca: Vũ Ai vương Lưu Bá (武哀王劉伯), mất sớm.
2. Nhị ca: Đại Khoảnh vương Lưu Hỉ (代顷王劉喜; ? - 193 TCN). Con trai là Ngô vương Lưu Tị (刘濞).
3. Tứ đệ: Sở Nguyên vương Lưu Giao (楚元王劉交; ? - 178 TCN). Tương truyền ông là tổ tiên của Lưu Tống Vũ Đế Lưu Dụ (劉裕).
4. Đại tỉ: Tuyên phu nhân (宣夫人).

- Hậu phi:
  - Lã Trĩ (吕雉), người Bái huyện, nguyên phối của Hán Cao Tổ, sau khi mất được truy thụy Hiếu Cao hoàng hậu (孝高皇后).
  - Bạc phu nhân (薄夫人), còn gọi Bạc cơ (薄姬), ban đầu là vợ Ngụy vương Báo, sau Hán Cao Tổ lập làm thiếp thất, cháu nhiều đời là Hán Quang Vũ Đế truy thụy Cao hoàng hậu (高皇后).
  - Thích phu nhân (戚夫人), còn gọi Thích cơ (戚姬), người Định Đào. Là phi thiếp được Cao Tổ sủng ái nhất.
  - Đường phu nhân (唐夫人), còn gọi Đường cơ (唐姬), nữ thi nhân thời Hán sơ, tác giả tác phẩm An thế phòng trung ca (安世房中歌).
  - Thạch mỹ nhân (石美人), còn gọi Thạch cơ (石姬), chị của Vạn Thạch quân Thạch Phấn (石奋).
  - Tình phụ vô phong hiệu:
    - Triệu cơ (赵姬), thiếp của Triệu vương Trương Ngao, sau Ngao đem Triệu Cơ vào hầu Hán Cao Tổ. Do sự hành thích của Quán Cao (贯高) mà bị liên lụy, tống giam vào ngục, khi đó bà đã mang thai. Sau khi sinh con trai Lưu Trường (劉长), Triệu Cơ bi phẫn mà tự sát.
    - Tào thị (曹氏), tình nhân của Hán Cao Tổ khi ông còn làm đình trưởng.
- Hoàng tử:

1. Tề Điệu Huệ vương Lưu Phì (齐悼惠王劉肥; ? - 195 TCN), mẹ Tào thị.
2. Hán Huệ Đế Lưu Doanh (劉盈), mẹ Lã hậu.
3. Triệu Ẩn vương Lưu Như Ý (赵隐王劉如意; ? - 195 TCN), mẹ Thích phu nhân. Bị Lã hậu giết chết.
4. Đại vương Lưu Hằng (劉恆), tức vua Hán Văn Đế, mẹ Bạc phu nhân.
5. Triệu Cộng vương Lưu Khôi (赵共王劉恢; ? - 180 TCN), mẹ không rõ, ban đầu phong Lương vương (梁王), bị Lã hậu ép tự sát.
6. Triệu U vương Lưu Hữu (赵幽王劉友; ? - 180 TCN), mẹ không rõ, bị Lã Hậu bỏ chết đói.
7. Hoài Nam Lệ vương Lưu Trường (淮南厉王劉长; 199 TCN - 174 TCN), mẹ Triệu cơ.
8. Yên Linh vương Lưu Kiến (燕灵王劉建; ? - 181 TCN), mẹ không rõ.

- Hoàng nữ:

1. Lỗ Nguyên công chúa (魯元公主), mẹ Lã hậu, hạ giá Triệu vương Trương Ngao.

## Trong văn học

### Tây Hán chí
Tiểu thuyết Tây Hán chí còn được gọi tên là Hán Sở tranh hùng, là tác phẩm khuyết danh tác giả, gồm 100 hồi kể về cuộc chiến lật đổ nhà Tần và tranh giành thiên hạ giữa Lưu Bang và Hạng Vũ. Nhân vật Lưu Bang được tác phẩm xây dựng là chính thống, có chân mệnh thiên tử, nhân từ và bản lĩnh chính trị, đối lập với Hạng Vũ tàn bạo nóng nảy.

### Trọng Tương vấn Hán
Trọng Tương vấn Hán (仲襄問漢) là tác phẩm văn học khuyết danh tác giả, kể theo thuyết tiền căn báo hậu kiếp hay luân hồi quả báo từ thời Hán Sở tranh hùng cho đến thời Tam Quốc.
Tác giả xây dựng nội dung để hàng loạt nhân vật thời Hán Sở tái sinh, trong đó Lưu Bang bị đầu thai làm Hán Hiến Đế, còn danh tướng Hàn Tín nhiều chiến công bị Lưu Bang giết oan thì đầu thai làm Tào Tháo tung hoành thiên hạ và chèn ép vua Hiến Đế.